# Гударехи (монастырь)
Монастырь Гударехи (груз. გუდარეხის მონასტერი) — грузинский православный монастырь XIII века в южной Грузии. Он располагается к западу от одноимённой деревни, относящейся к Тетрицкаройскому муниципалитету края Квемо-Картли. Монастырский комплекс состоит из главной зальной церкви, отдельно стоящей колокольни и руин различных строений, таких как дворец, кельи, часовни, винный погреб и конюшни. Церковь украшена средневековой резьбой по камню и надписями. Монастырь Гударехи внесён в список недвижимых памятников культуры национального значения Грузии.

## История
Монастырь Гударехи был построен в XIII веке, по-видимому, на месте более раннего церковного сооружения. К северу от него находятся руины средневекового поселения, где в ходе археологических раскопок были найдены фрагменты местной керамики и средневековые монеты (18 грузинских и одна монгольская). Более точная датировка сохранившейся церкви зависит от толкования памятной надписи на южной стене, в которой упоминается «царица цариц Русудан». Более ранние историки, такие как Димитрий Бакрадзе и Мария-Фелисите Броссе, отождествляли её с царицей Русудан, дочерью Деметре I, царя Грузии, умершей около 1210 года, но Эквтиме Такаишвили предполагал, что её могла быть Русудан, царица Грузии, правившая в 1223—1245 годах. По более современной версии, Гуранда Мчедлидзе, эта Русудан могла быть дочерью грузинского царя Деметре II Самопожертвователя, а строительство церкви могло начаться не ранее 1282 года.
Гударехский монастырь действовал, находясь под царским покровительством. Царь Симон I Великий в грамоте от 1 января 1586 года передал монастырь в дар кафедральному собору Дманиси. 24 августа 1643 года царь Ростом, сам будучи мусульманином, пожаловал монастырь княжеской семье Германозишвили, ветви рода Бараташвили. Монастырь при них владел поместьями и крепостными крестьянами в соседних деревнях и служил фамильным монастырём и склепом для Германоцишвили. К 1756 году монастырь вместе с самой семьёй пришёл в значительный упадок: постоянные войны и политическая нестабильность обезлюдели район Гударехи и более обширный район Квемо-Картли. Деревня и монастырь были заброшены и покрылись зарослями, пока не были заново открыты в XIX веке исследователями грузинских древностей. Церковь была реконструирована в 2006 году за счёт финансируемой правительством программы.

## Архитектура
Монастырь Гударехи расположен на лесистом холме, к западу от одноимённой деревни. Комплекс окружён руинами стены, внутри которой расположено большинство сооружений. Главная церковь, посвящённая Богородице, представляет собой зальную церковь, площадью в 16,2 на 9,5 метров, без пристроек. Она была построена из гладко отёсанных желтоватых каменных блоков. На её восточной стороне расположена полукруглая апсида, а единственный вход находится на южной стороне. Восточный фасад украшен декоративной каменной резьбой, схожей с подобной в более ранних купольных церквях в Грузии. На южной стене, у входа, размещена надпись из 7 строк, выполненная средневековым грузинским шрифтом «асомтаврули», в которой упоминаются архитектор Чичапорисдзе, царица Русудан, её дети и епископ Антон Манглисский.
Во внутреннем пространстве церкви сохранились выцветшие, частично осыпавшиеся фрески с изображением архангелов, сопровождаемые греческими надписями XVII века, идентифицирующих изображённых как архангелов Михаила и Гавриила, а также святых Георгия, Димитрия и Феодора. Надписи на алтарных фресках на грузинском языке ныне едва различимы. Сохранившиеся фрагменты каменного иконостаса XII века были перенесены в Грузинский национальный музей в Тбилиси. Северный конец церкви обрамлён апсидной часовней, более поздней пристройкой, так как в северной стене находятся два камня с грузинскими надписями X—XII веков, по-видимому, остатки более раннего сооружения. Другая пристройка, южная, представляла собой колонный притвор, ныне пребывающий в руинах.
К юго-востоку от церкви находится отдельно стоящая каменная колокольня, прямоугольная в плане. Построенная в 1278 году она считается самой старой датированной колокольней в Грузии. Она представляет собой двухэтажное здание, нижняя часть которой открыта, а верхняя является гипостильным залом с восемью арочными колоннами и небольшой камерой, расположенной между ними. Надпись, выполненная шрифтом «асомтаврули», на восточной стене посвящена памяти царя Грузии Деметре II и священника Авраама.